# Ernst Schunke
 (juin 2018).
Si vous disposez d'ouvrages ou d'articles de référence ou si vous connaissez des sites web de qualité traitant du thème abordé ici, merci de compléter l'article en donnant les références utiles à sa vérifiabilité et en les liant à la section « Notes et références ».
Ernst Schunke (né le 28 septembre 1862 en Allemagne et mort le 12 octobre 1936) est un peintre allemand. 
Il a aidé Otto Dix en lui enseignant son art (étant professeur de dessin) lors de la jeunesse de ce dernier.